# Jean-Baptiste Guillaume
Le bienheureux Jean-Baptiste Guillaume (en religion Frère Uldaric) est un religieux catholique français, né le 1er février 1755 à Fraisans et mort le 27 août 1794 sur les pontons de Rochefort.

## Biographie
Rentré chez les Frères des écoles chrétiennes, il enseigne à Nancy après son noviciat (1785-1786). Refusant le serment schismatique, il poursuit cependant d'enseigner en tant qu'instituteur.
Arrêté et incarcéré le 13 mai 1793, condamné à la déportation maritime le 17 janvier 1794, il meurt sur les pontons de Rochefort.
Il est béatifié par Jean-Paul II le 1er octobre 1995.

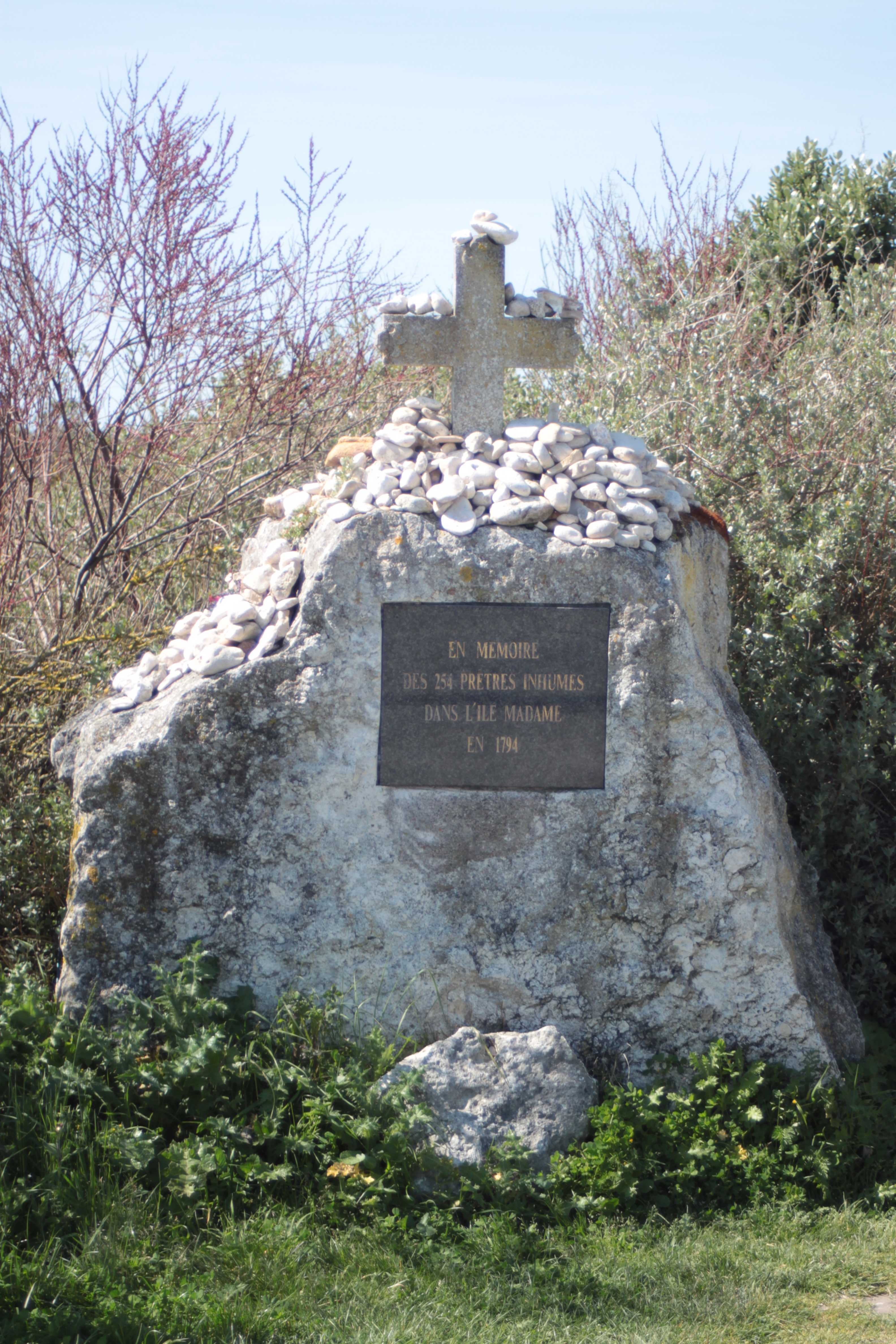
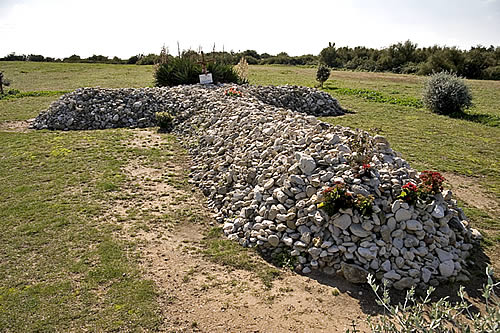

## Sources
- abbé Yves Blomme, Les Prêtres déportés sur les Pontons de Rochefort, Éditions Bordessoules, 1994.  (ISBN 9782903504649)